# 博日苏布瓦
博日苏布瓦（法語：Beaugies-sous-Bois，法語發音：[boʒi su bwa]）是法国瓦兹省的一个市镇，属于贡比涅区。

## 地理
博日苏布瓦（49°38'16"N, 3°6'11"E）面积3.91 平方千米，位于法国上法蘭西大區瓦兹省，该省份为法国北部内陆省份，北起索姆省，西接厄尔省和滨海塞纳省，南至塞纳-马恩省和瓦兹河谷省，东临埃纳省。
与博日苏布瓦接壤的市镇（或旧市镇、城区）包括：卡尤埃勒-克雷皮尼、吉夫里、吉斯卡尔、莫库尔。

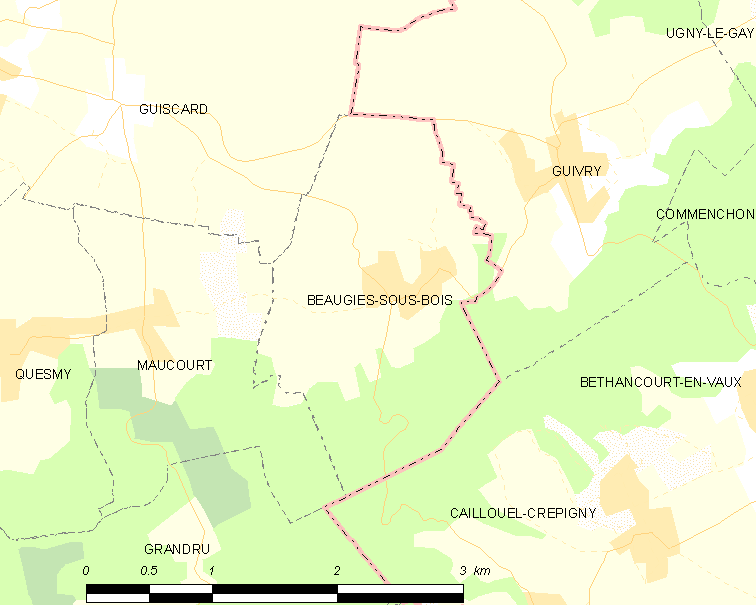
博日苏布瓦的OSM定位图

博日苏布瓦的时区为UTC+01:00、UTC+02:00（夏令时）。

## 行政
博日苏布瓦的邮政编码为60640，INSEE市镇编码为60052。

## 政治
博日苏布瓦所属的省级选区为努瓦永县。

## 人口

1962-2008年间博日苏布瓦人口变化图示

博日苏布瓦于2022年1月1日时的人口数量为102人。